# René Bolf
René Bolf (* 25. Februar 1974 in Ostrava) ist ein ehemaliger tschechischer Fußballspieler.

## Karriere
Bolf spielte in seiner Jugend für TJ Rožnov pod Radhoštěm, FC Vítkovice, VTJ Hranice, LeRK Brno und den FC Karviná. 1995 ging der lange Innenverteidiger zu Baník Ostrava, wo er sich erst in seinem dritten Jahr durchsetzen konnte.
1999 holte ihn Sparta Prag, nach anderthalb Jahren kehrte er nach Ostrava zurück und wurde auch eine feste Größe in der Tschechischen Nationalmannschaft. Er gehörte zum Kader für die Europameisterschaft 2004, nach der er zu AJ Auxerre wechselte. Sein bisher letztes Länderspiel machte der kopfballstarke Bolf, dessen Schwäche sein technisches Spiel ist, am 3. September 2005 beim 0:2 in Rumänien.
In Auxerre gehörte er in seiner ersten Saison zum Stammaufgebot und schoss vier Tore in 28 Spielen. Im Sommer 2005 zog er sich eine Rückenverletzung zu und kam im Spieljahr 2005/06 auf nur zehn Einsätze. Auch in der Saison 2006/07 hatte er Verletzungssorgen und wurde überhaupt nicht mehr in der ersten Mannschaft eingesetzt.
Im November 2006 einigte er sich mit der Klubführung auf eine vorzeitige Vertragsauflösung, bekam daraufhin ein Vertragsangebot seines ehemaligen Klubs Baník Ostrava aber auch von Sigma Olomouc. Ende Dezember 2006 verletzte er sich schwer, pausierte ein halbes Jahr und kehrte anschließend nach Ostrava zurück. Auch dort kämpfte er mit einer langwierigen Verletzung, zu seinem ersten Einsatz kam er erst im März 2008.
Zum Ende seiner Karriere spielte er noch für MFK Karviná und beendete dort in der Winterpause 2012/13 seine aktive Laufbahn.